# Daniel Willard
Daniel Willard (Hartland (Vermont), 28 gennaio 1861 – Baltimora, 6 luglio 1942) è stato un manager statunitense, presidente della Baltimore and Ohio Railroad (B&O) dal 1910 al 1941.
Durante la Prima Guerra Mondiale, fu membro, anche direttivo, di varie commissioni governative dedicate al trasporto ferroviario. La rivista Time nel 1932 gli dedicò la copertina per il ruolo svolto nella concertazione per il taglio dei salari, al tempo della Grande depressione.
A Baltimora, è ricordato per essere stato membro e, dal 1926 al 1941, presidente del comitato dei garanti della Johns Hopkins University.
Nel 1917, la località di Willard (Chicago Junction), nello Stato dell'Ohio, fu ribattezzata in suo onore.

## Biografia
Trascorse l'infanzia in un piccolo villaggio agricolo del Vermont e perse la madre Daniel S. Willard, quando non aveva ancora compiuto sei anni. cinque anni. Dal ramo paterno, era discendente del colono britannico Thomas Hastings (1605-1685), che nel 1634 era giunto dall'Anglia orientale alla Colonia della Baia del Massachusetts. Willard frequentò le scuole superiori del luogo e il bienno della scuola di formazione per maestri, a partire dall'età di sedici anni. Dopo una storia di amicizia con l'insegnante di soprannome Sophie Taylor e un passato da attore, le modeste finanze familiari ancora non gli permisero di frequentare il Dartmouth College, come avrebbe voluto.
Nel 1878, ripiegò per la scuola agraria di Amherst, nel Massachusetts. Un problema alla vusta lo fece desistere dopo pochi mesi, pur non rinunciando a frequentare la confraternita Phi Sigma Kappa.

Assunto come operaio rialzista della Vermont Central Railroad, in quattro anni salì tutti i gradini per diventare capo macchinista lungo la tratta Lake Shore-Michigan della Southern Railway.
Licenziato nel 1884, si trasferì alla Soo Line, dove nel 1899 raggiunse la posizione di sovrintendente -forte anche delle sue passate esperienze professionali- e poté sposare Bertha Elkins, originaria del Vermont.

Lo stesso anno, fu nominato assistente generale dal suo mentore Frederick D. Underwood, che seguì a Baltimora, nell'Ohio e, due anni più tardi, alla Erie Railroad, dove fecero carriera insieme e Willard fu nominato assistente del numero uno della società. Poco tempo dopo, divenne il terzo vicepresidente.
Quando il primo vicepresidente George Miller Cumming si dimise nel gennaio 1903, Willard divenne vicepresidente al suo posto e poi direttore generale. Nel 1904, James J. Hill lo convinse ad accettare la carica di vice-presidente con delega di direttore operativo presso la compagnia ferroviaria Chicago, Burlington and Quincy Railroad.
Cinque anni dopo, assunse una posizione simile nella Colorado e Southern Railway, ed infine, nel 1910 divenne presidente della Baltimore and Ohio Railroad (B&O), incarico che mantenne per trentadue anni, divenendo uno delle più longeve figure al vertice di una società ferroviaria statunitense. 

Willard fu il primo amministratore di una compagnia ferroviaria privata a nominare una donna, Olive Dennis, come responsabile del servizio al cliente (Service Engineer). Olive agì dapprima per migliorare le condizioni di viaggio delle donne viaggiatrici, e in seguito rivolse lo sguardo anche all'ambiente maschile.
Ad ottobre del 1916, fu nominato membro della Commissione consultiva del Council of National Defense, del quale divenne presidente nel marzo successivo. Dopo l'ingresso degli Stati Uniti nella Prima Guerra Mondiale, nel luglio del 1917 figurò all'interno di un comitato speciale di mediatori e facilitatori che si interfacciavano con i leader del movimento di protesta operaio in merito ai contratti di lavoro resi leciti dal diritto militare in tempo di guerra.

A novembre, il presidente Woodrow Wilson lo volle a capo del War Industries Board, assegnandogli il compito di ideare nuovi metodi e processi di produzione industriale, adeguati alle esigenze della guerra. A gennaio del 1918, rassegnò le dimissioni per tornare a prestare servizio alla Baltimore and Ohio Railroad, mentre il governo nazionalizzava temporaneamente le ferrovie e imponeva un dirigente pubblico come direttore operativo della B&O, lasciandolo responsabile dell'amministrazione e delle questioni corporate.
Si spense a Baltimora il 28 gennaio 1861.